# Мехеллат
Мехелла́т (перс. محلات‎) — город на западе Ирана, в провинции Меркези. Административный центр шахрестана  Мехеллат. Четвёртый по численности населения город провинции.
Мехеллат — один из главных производителей и экспортеров цветов в Иране и каждый год, в сентябре в городе проходит в фестиваль цветов.

## География

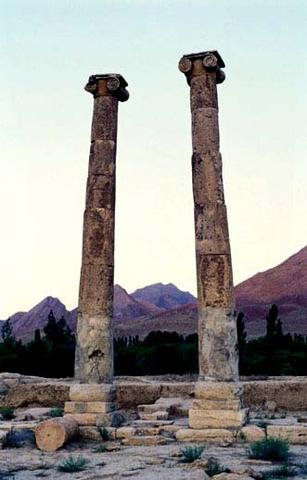
Руины храма в Корне

Город находится на юго-востоке Центрального остана, в горной местности, на высоте 1 775 метров над уровнем моря.
Мехеллат расположен на расстоянии приблизительно 70 километров к востоку-юго-востоку (ESE) от Эрака, административного центра провинции и на расстоянии 205 километров к юго-юго-западу (SSW) от Тегерана, столицы страны.

## Население
Согласно переписи, на 2006 год население составляло 35 319 человек; в национальном составе преобладают персы, в конфессиональном — мусульмане-шииты.

## Достопримечательности
Город возник в эпоху правления династии Ахеменидов. К западу от Мехеллата, в районе деревни Корне, расположены руины древнего зороастрийского храма, построенного при Селевкидах, и являвшегося важным религиозным центром империи. Также в городе и его окрестностях расположены термальные источники и зоны рекреации.